# BB Medtech
BB Medtech (Eigenschreibweise: BB MEDTECH) war eine der weltgrößten Beteiligungsgesellschaften in der Medizinalbranche.
Das Unternehmen stützte sich auf eigene fundamentale Analysen und hielt selektiv Beteiligungen an qualifizierten Medtech-Gesellschaften. Das Unternehmen hielt Beteiligungen im Wert von etwa 1,2 Milliarden Schweizer Franken. Das Wertschriftenportfolio bestand in der Regel aus drei bis vier Kernpositionen und bis zu zehn kleineren Beteiligungen. Der Anteil nicht notierter Gesellschaften konnte maximal 10 Prozent betragen. Die Kernbeteiligungen bestanden vorwiegend aus mittelgroße europäische Gesellschaften mit einer führenden Marktposition, die ein mittel- bis langfristig überdurchschnittliches Ertragssteigerungs- und/oder Wachstumspotential aufweisen und attraktiv bewertet sind.

## Geschichte
Gegründet wurde BB Medtech am 14. November 1995 in Schaffhausen (Schweiz). Seit 22. Dezember 1995 sind die Inhaberaktien der BB Medtech an der Schweizer Börse SIX Swiss Exchange kotiert, seit 8. Juli 1998 auch an der Deutschen Börse in Frankfurt am Main, wo sie seit 2007 im Segment Prime Standard gehandelt werden.
Im Juli 2009 gab BB Medtech die Absicht einer Umwandlung von einer Beteiligungsgesellschaft zu einem Aktienfonds luxemburgischen Rechts bekannt. Diese wurde mittels eines öffentlichen Umtauschangebotes an die Aktionäre durch die Vontobel Beteiligungen AG auf Ende September 2009 vollzogen und die BB Medtech AG in der Folge aufgelöst. Verwaltet wird der Fonds weiterhin von der Bellevue Group.

## Struktur
Der Sitz war, bis zu ihrer Umwandlung in einen Aktienfonds, in Schaffhausen.
Präsident des Verwaltungsrates war seit April 2008 zuletzt Heinz „Heino“ von Prondzynski, er folgte auf Ernst Thomke, der dieses Amt seit April 2000 innehatte. Vizepräsident war Wolfgang Reim.
Mit den Bereichen Fundamentalanalyse, Portfoliomanagement, Marketing und Administration wurde die zur schweizerischen Bellevue Group gehörende Bellevue Asset Management AG mit Sitz in Küsnacht ZH beauftragt. Die Anlageentscheide wurden an die Asset Management BAB N.V., Curaçao (Niederländische Antillen) delegiert.
Zu den Gesellschaften der BB-Gruppe gehörte neben BB Medtech auch die BB Biotech und die Risikokapitalgesellschaft BB Biotechventures II. Das Beteiligungskapital an den einzelnen Biotech-Unternehmen wird über die 100 %-Tochtergesellschaften Biotech Focus N.V., Biotech Invest N.V., Biotech Target N.V., Biotech Growth N.V., Sitz jeweils auch Curaçao, indirekt gehalten.
Das umlaufende Aktienkapital betrug seit dem 14. November 2008 26,1 Millionen Schweizer Franken. Davon befanden sich 71 Prozent im Streubesitz.